# Cipolla rossa di Cavasso Nuovo
La cipolla rossa di Cavasso Nuovo è un tipo di cipolla che prende il nome dal comune di Cavasso Nuovo.
Fino agli anni sessanta la cipolla rossa di Cavasso Nuovo ha rappresentato un'importante e preziosa risorsa per gli agricoltori del Friuli-Venezia Giulia. Negli anni successivi, la ripresa economica concomitante alla ricostruzione post terremoto, ha determinato un quasi totale abbandono della coltivazione della Cipolla rossa, la coltivazione è stata ripresa solo negli anni più recenti.

## Descrizione
È anche conosciuta come "cipolla rossa dei Maraldi" perché si coltivava, in passato, nella zona alta del territorio comunale denominato dei Maraldi. Oggi la zona di produzione si trova tra la fascia collinare compresa tra i Magredi dell'alta pianura del Friuli occidentale e le Prealpi Carniche tra i 200-300 m s.l.m. Questa coltivazione, fino agli anni sessanta, è stata una preziosa risorsa per le famiglie contadine del Friuli-Venezia Giulia. Soprattutto le donne si occupavano della cura delle sementi, delle fasi di produzione dell'ortaggio, della preparazione delle trecce (in friulano "riesti") e della loro vendita nei mercati e piccoli centri abitati di tutto il Friuli e Veneto.

## Produzione
I produttori della Cipolla rossa di Cavasso Nuovo sono costituiti nell'omonima Associazione e seguono i principi della biodiversità. Il disciplinare prevede tecniche di coltivazioni tradizionali in orti soleggiati e l'utilizzo di concimi naturali. La semina viene fatta nei mesi di gennaio, febbraio, marzo, e da aprile vengono messi a dimora in un terreno friabile e aerato. È attuata la rotazione del terreno e la consociazione con carote, sedano e prezzemolo. È entrata a far parte del presidio Slow Food denominato "Cipolla di Cavasso e della Val Cosa".

## Aspetto e proprietà
Di forma tonda con schiacciamento ai poli presenta, a maturazione, tuniche violacee e interno bianco con sfumature rosate. Oltre a essere un potente stimolante di tutte le funzioni organiche, stimola la funzionalità renale favorendo l'eliminazione delle scorie di azoto e mantiene l'elasticità arteriosa. È ipoglicemizzante in quanto contiene glucochinina.
Questo tipo particolare di cipolla è molto ricco di sali minerali e vitamine e ha anche un elevato valore nutritivo, inoltre ha un'importante funzione digestiva e diuretica.
Può essere utilizzata anche per numerosi impieghi terapeutici: nel campo della dermatologia potrebbe essere utilizzata anche come antibiotico e antibatterico.
Ha anche significative azioni curative: grazie alla sua funzione antibiotica fa bene alle vie respiratorie; combatte varie malattie come l'ipertensione, l'arteriosclerosi e la senescenza.
Alcune altre proprietà sono quelle di diminuire il colesterolo e i lipidi nel sangue. Molte proprietà si perdono con la cottura quindi è preferibile consumarla cruda.
È particolarmente ricca di flavonoidi tra i quali la quercetina che è un antiossidante naturale utile anche nei casi di allergia.